# Blåkäft
Blåkäft (Helicolenus dactylopterus), en fisk i familjen drakhuvudfiskar. 

## Utseende
En rosafärgad fisk med mörkare tvärband och, speciellt på nedre delen av kroppen, ljusare fläckar. Buken är ofta rent vit. Insidan av mun- och gälhålor är blåsvarta, därav det svenska trivialnamnet. Ögonen är stora. Till skillnad från många andra nordiska drakhuvudfiskar är de nedersta fenstrålarna på bröstfenorna fria i spetsen. Ryggfenan är mycket lång och uppdelad i två sektioner: En främre, längre del, med kraftiga taggstrålar, och en bakre, högre del med mjuka fenstrålar.
Blåkäften kan bli upp till 47 centimeter lång och kan väga upp till två kilogram.
Fentaggarna uppges vara svagt giftiga.

## Utbredning
I Atlanten från i väster Nova Scotia i Kanada till Venezuela, i öster från Troms i Norge söderöver till Skagerack, norra Nordsjön, väster om Brittiska öarna samt via Medelhavet ner över Guineabukten, Kanarieöarna, Azorerna, Walvis Bay i Namibia till KwaZulu-Natalprovinsen i Sydafrika.
Den är sällsynt i Sverige, men har påträffats flera gånger i Bohuslän.

## Ekologi
Lever i stim på 200 till 800 meters djup, sällsynt ända ner till 1100 meter. 
Artens tillväxt är långsam, och den blir inte könsmogen förrän vid en ålder av 13 till 16 år, då den uppnått en längd av 26 till 32 cm. Blåkäften kan bli upp till 43 år gammal.
Blåkäften livnär sig av småfisk och mindre bottendjur som maskar och kräftdjur.

## Fortplantning
Leker under hösten. Fisken är levandefödare, honan föder under vår till sommar upp till 40 000 tre till fyra millimeter stora ungar, som är pelagiska tills de når en längd av tre till fem centimeter.

## Kommersiell betydelse
Blåkäften är av litet ekonomiskt värde, men säljs ibland som bifångst.

## Sportfiske
Arten fångas regelbundet vid djuphavsfiske i Skagerrak, företrädesvis då i djupområdena kring området 10-gradarn.  Svenskt rekord innehas för närvarande (2022) av Martin Jutaren, Rydebäck, som den 27 juni 2015 fångade ett exemplar av arten på en vikt på 1 420 gram, vilket hade en längd av 46 cm.